# Maputobaai

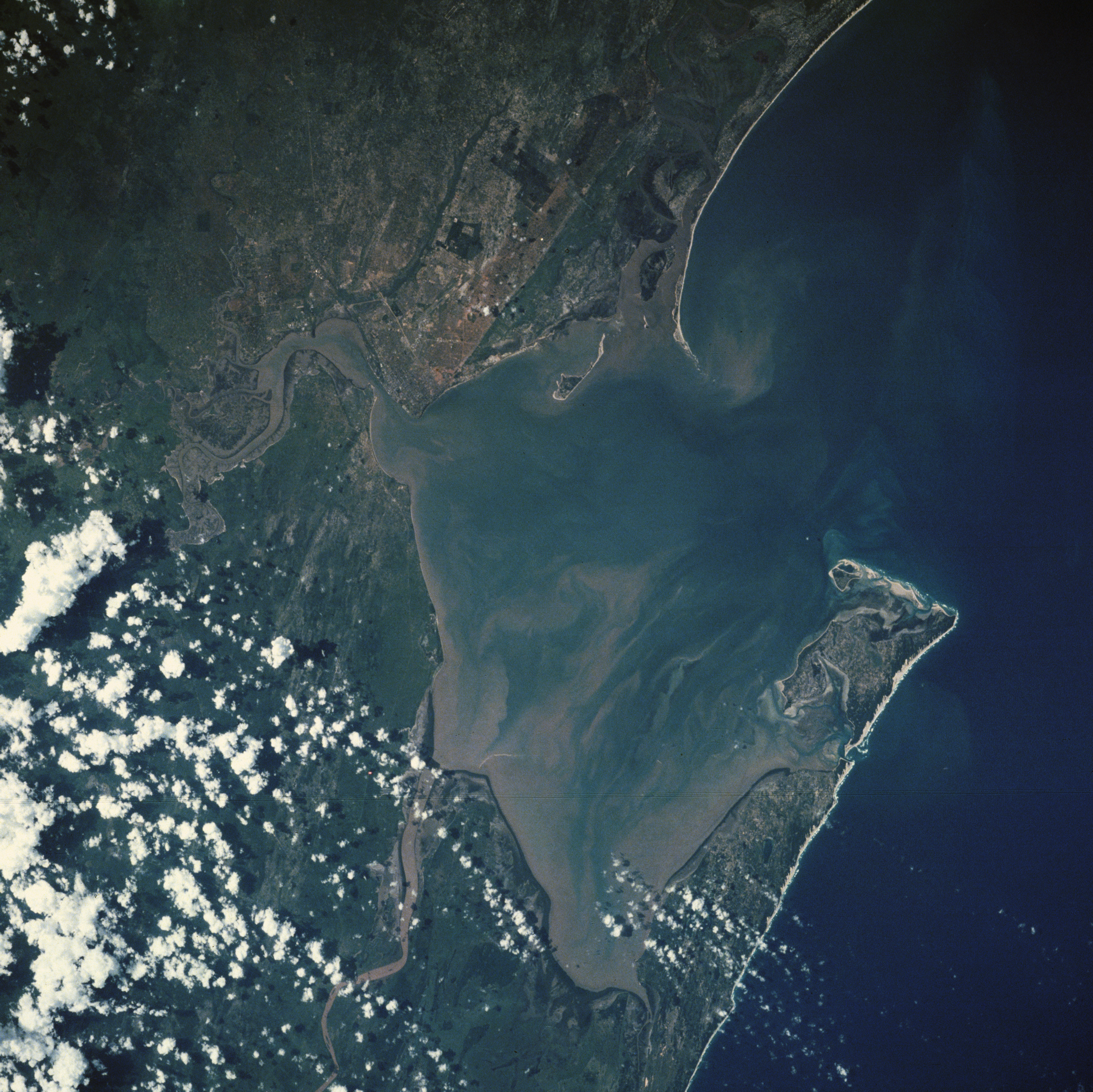
De Maputobaai, met linksonder het Machangulo schiereiland; de kijkrichting is naar het zuidwesten

De Maputobaai (Portugees:"Baia de Maputo), voorheen Delagoabaai (Portugees "baai van de lagune") is een inham van de Indische Oceaan aan de kust van Mozambique nabij de hoofdstad Maputo, tussen 25° 40' and 26° 20'Z, met een lengte van ruim 90 km noord - zuid en een breedte van ongeveer 32 km.

## Beschrijving
De baai is het noordelijke deel van een reeks lagunes die begint in St. Lucia in Zuid-Afrika. De opening van de baai is aan de noordoostelijke kant. Het zuidelijke deel van de baai wordt gevormd door het schiereiland Machangulo, dat aan de westelijke zijde een haven biedt. Ten noorden van het schiereiland ligt het Inhaca-eiland en het Olifanten-eiland. Aan de noordwestelijke punt van de baai ligt het stadje Port Melville.
Hoewel de toegang tot de Maputobaai wordt beperkt door een rif is het een uitstekende plaats om aan te varen voor verschillende vaartuigen. De Manhissa of Komatirivier mondt in het noorden van de baai uit, en de Maputorivier, die in de Drakensbergen ontspringt, mondt uit in het zuidelijk deel. Deze rivier is het leefgebied van nijlpaarden en krokodillen.

## Geschiedenis
De baai is in 1502 ontdekt door de Portugese ontdekkingsreiziger Antonio de Campo, een van Vasco da Gama's reisgenoten. Niet lang daarna is de Portugese post Lourenço Marques (tegenwoordig Maputo) opgericht.
In 1720 stichtte de Vereenigde Oostindische Compagnie hier Fort Lijdzaamheid onder beheer van de Kaapkolonie. In de loop van 1722 werd het fort bezet door zeerovers, en uiteindelijk is het definitief ontruimd in december 1730.

## Bereikbaarheid
De regio ten zuiden van Maputobaai, tot in Ponta do Ouro, is weinig ontwikkeld. Er is een veerboot tussen Maputo en Catembe.
Er is al jaren sprake van de bouw van een brug over de baai, en de aanleg van een autosnelweg tot Zuid-Afrika (Kosi Bay). Dit zou de ontwikkeling van de regio moeten bevorderen. Zowel Portugal als China hebben voorgesteld het project te financieren. Eind 2012 lijkt het erop dat de bal in het Chinese kamp ligt. De 700 miljoen dollar financiering lijkt ook geregeld.